# Бджолиний дім

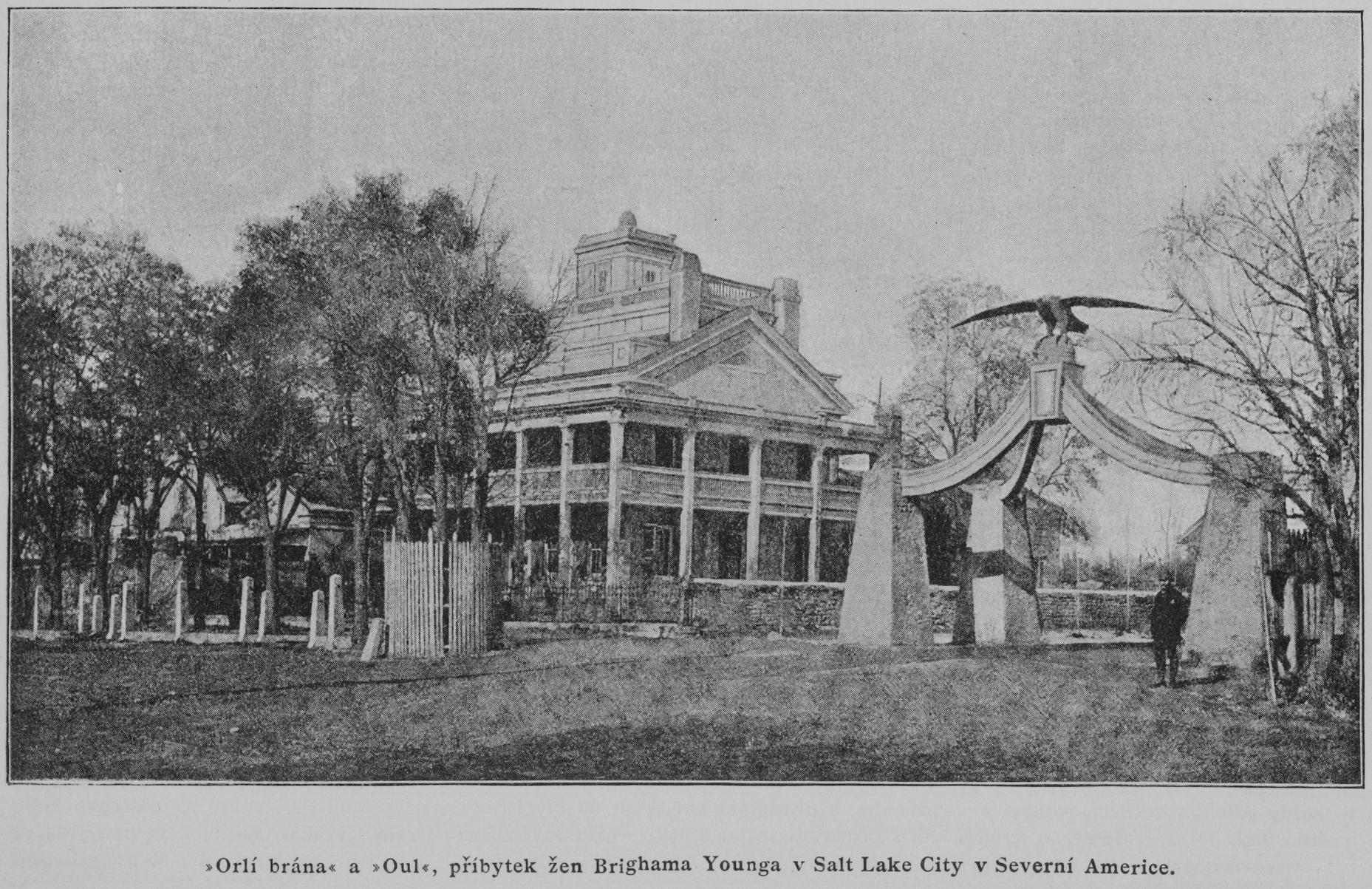
Бджолиний дім

Бджолиний дім (англ. Beehive house) — колишня офіційна резиденція голови мормонів та першого губернатора штату Юта Бригама Янга. Знаходиться в місті Солт-Лейк-Сіті, нині музей під управлінням мормонів.